# Takoyaki
Takoyaki (jap. たこ焼, 蛸焼) – potrawa japońska. Przygotowuje się ją z ciasta i ośmiornicy z różnymi dodatkami, jak np. czerwony imbir marynowany. Podaje się w formie kulek o średnicy około 3–5 cm. Nazwa składa się z dwóch słów: tako „ośmiornica” i yaki „smażenie, opiekanie, grillowanie”.

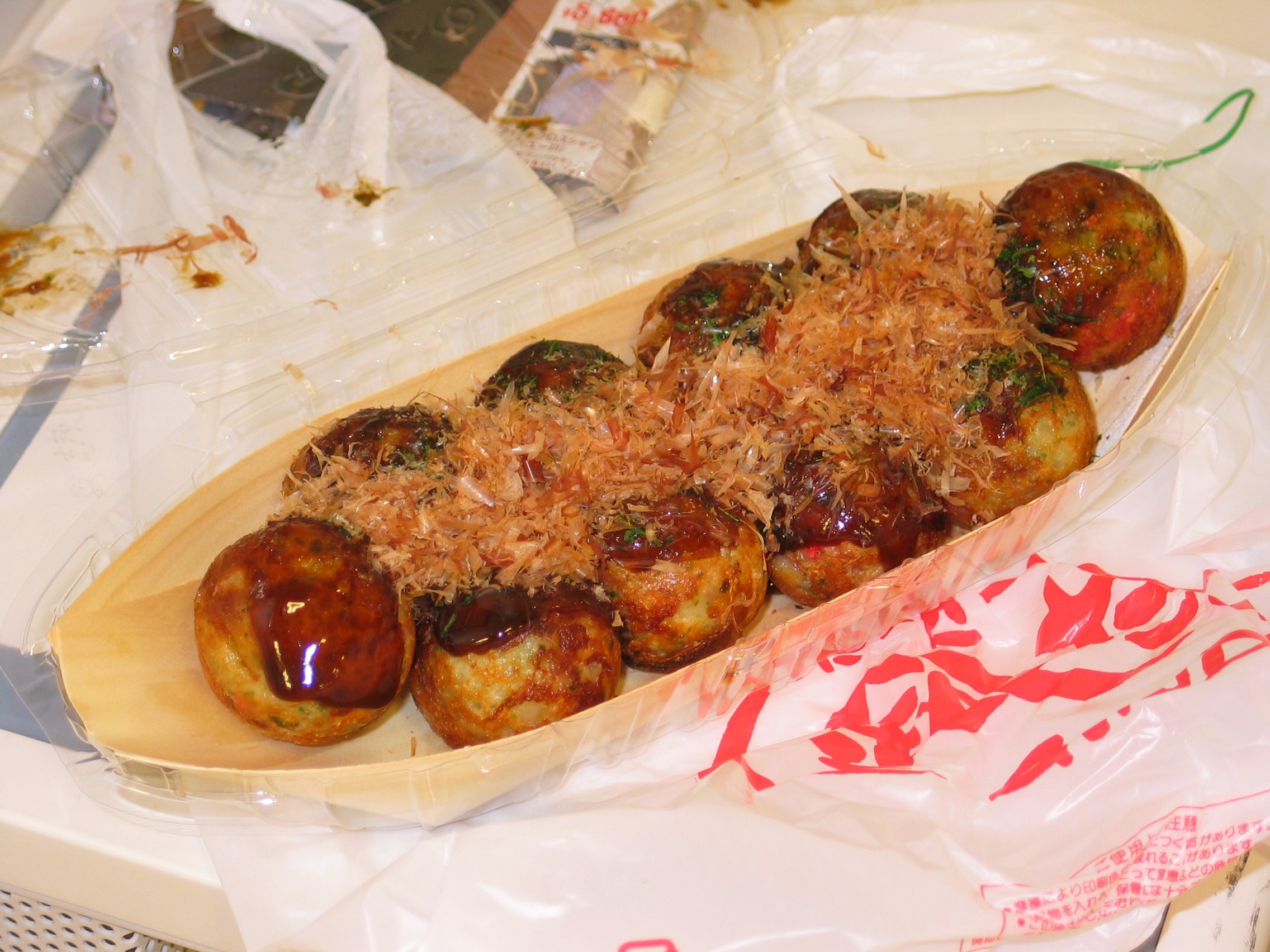
Gotowe danie takoyaki

W XVII w. dotarły do Japonii pierwsze potrawy pochodzenia francuskiego, przypominające crêpe, a więc i sposoby wytwarzania lekkiego ciasta z mąki, jajek i wody, ale dopiero w latach 30. XX wieku pewien uliczny sprzedawca o nazwisku Tomekichi Endō, założyciel firmy Aizuya, zaczął eksperymentować w Osace z nowymi składnikami i do dziś jest w tym mieście ogromna liczba stoisk (yatai) sprzedających takoyaki. W mieście tym potrawa ta cieszy się niesłabnącą popularnością. Istnieje nawet powiedzenie: W Osace najlepszym narzędziem służącym do wydania córki za mąż jest talerz takoyaki.
W czasie noworocznych wizyt w chramach i świątyniach (hatsumōde), czy też podczas japońskich festynów i festiwali pojawia się mnóstwo mini-barów yatai (często ruchomych) serwujących takoyaki, yakitori, czy też okonomiyaki. Część z nich specjalizuje się w daniach na wynos, inne oferują kilka miejsc siedzących lub stojących do spożycia posiłku. Tego rodzaju stoiska można też spotkać w supermarketach.

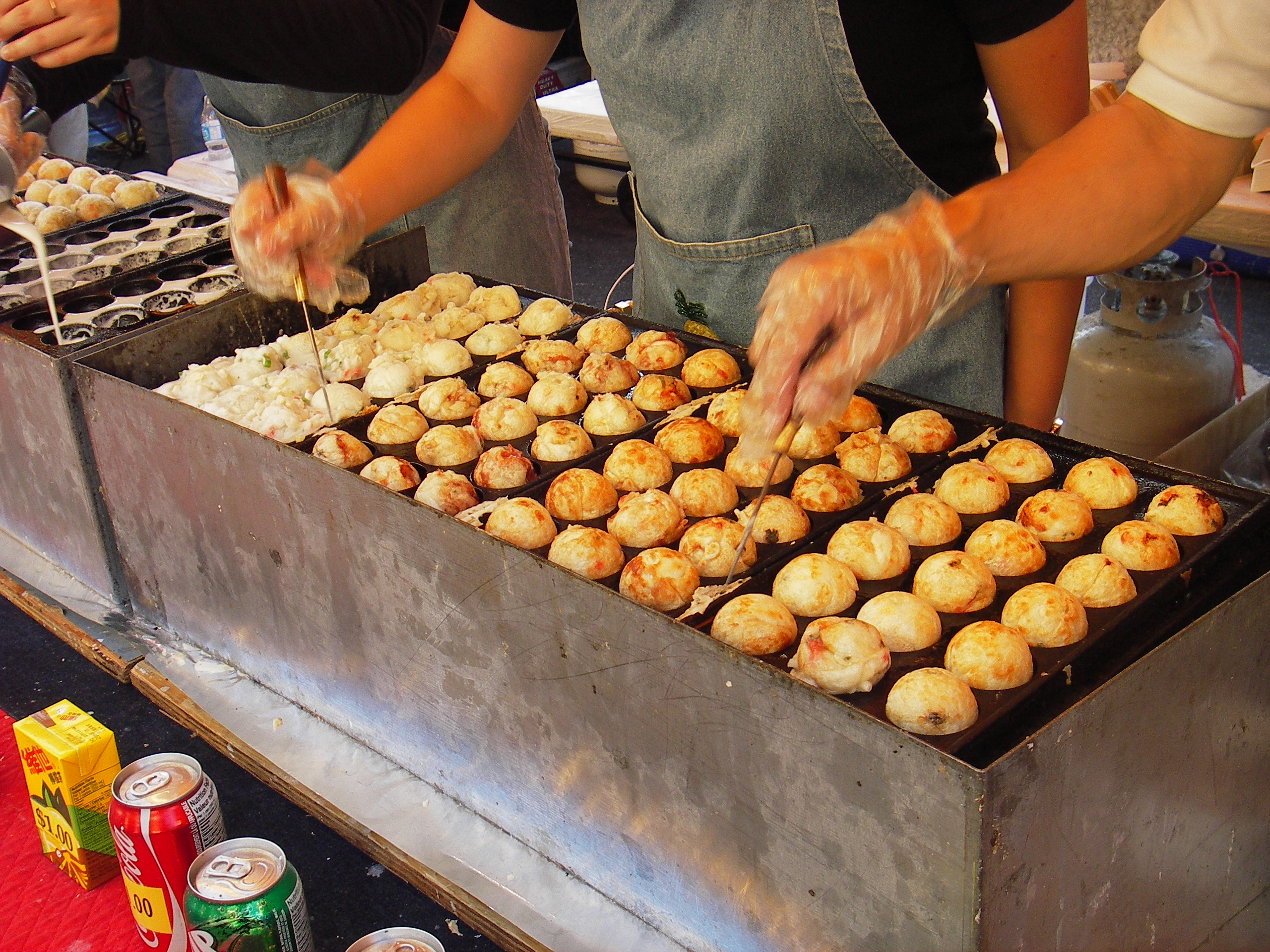
Smażenie takoyaki

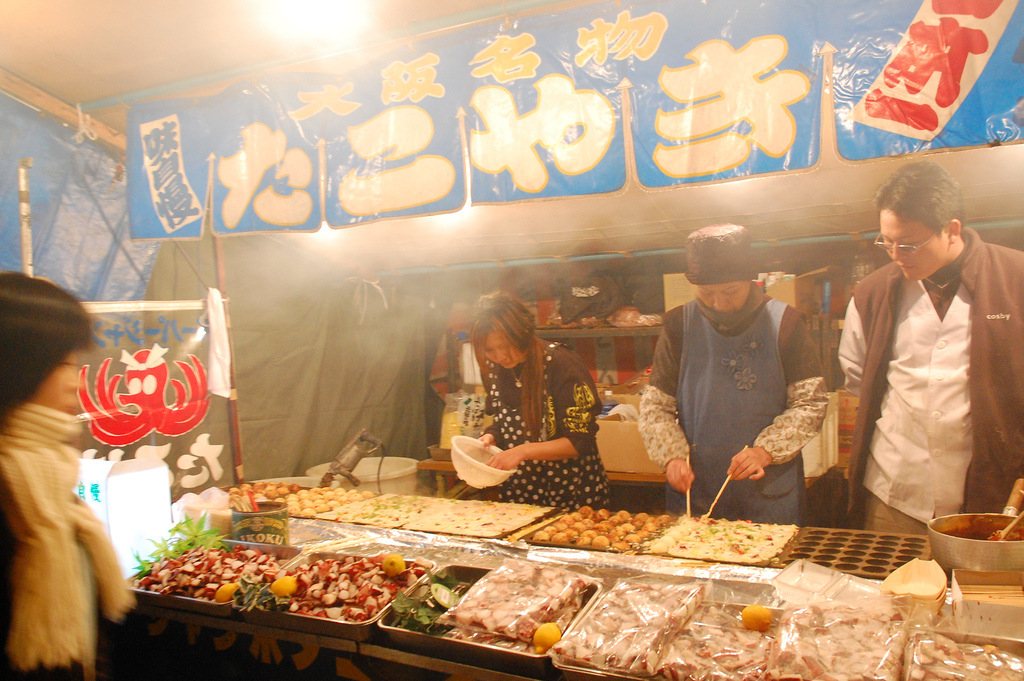
Takoyaki yatai w Osace

W ostatnich latach na rynku japońskim pojawiła się specjalna mieszanka zwana takoyaki-ko, służąca do wypieku ciasta. W jej skład wchodzi mąka, przyprawy i proszek do pieczenia. Najczęściej takoyaki podaje się z sosem do okonomiyaki, ale w sprzedaży pojawił się także sos wytwarzany z myślą wyłącznie o tym daniu. Można spotkać się także z takoyaki w postaci mrożonek.
W Kioto, jak i w regionie Kantō, do wytwarzania ciasta stosuje się mniej mąki i aby nadać mu odpowiednią konsystencję, dodaje się posiekaną kapustę. Ze sklepami oferującymi takoyaki można się spotkać także poza granicami Japonii: w południowej Europie, na wybrzeżach Morza Śródziemnego, w Meksyku).

## Historia

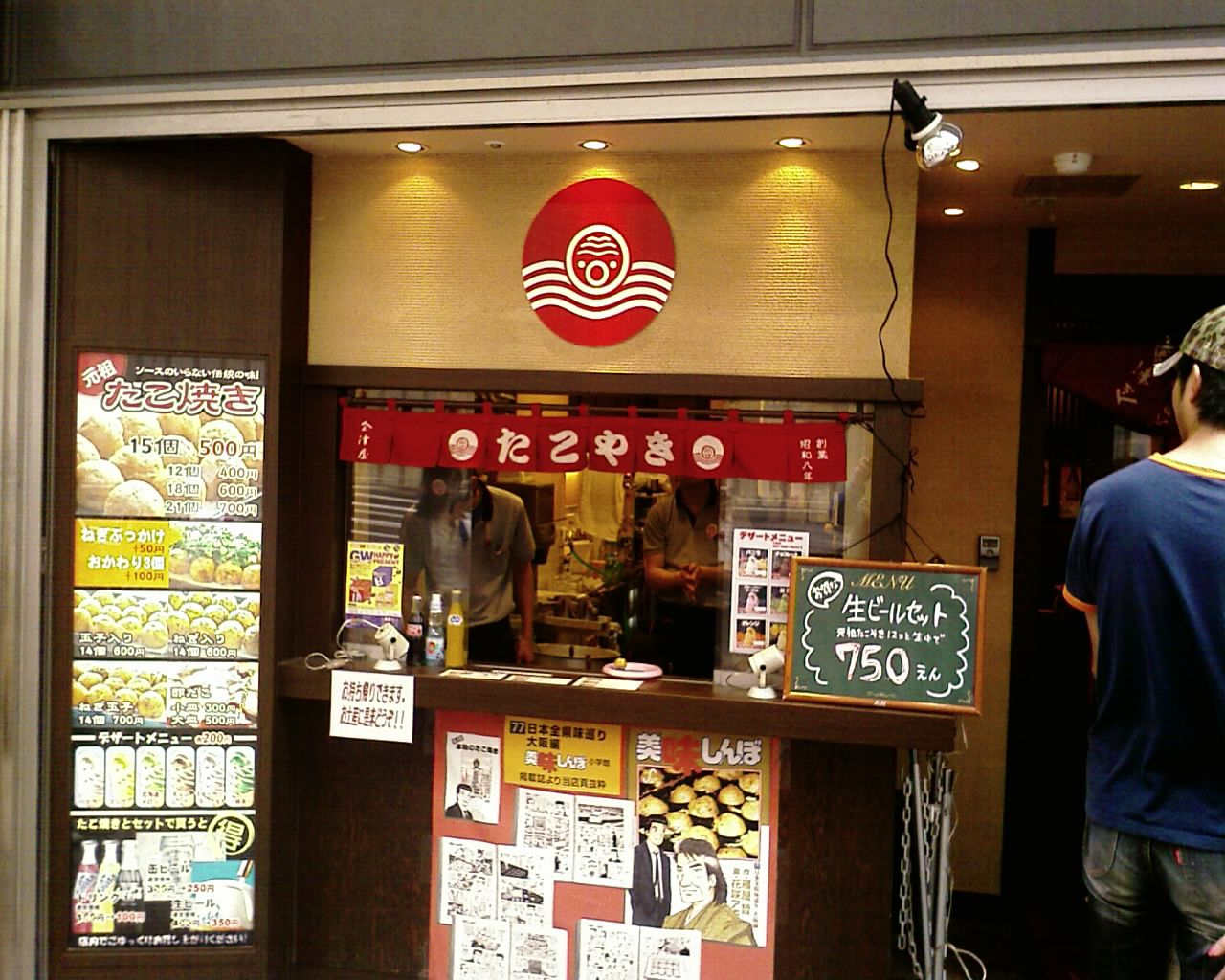
Sklep firmy Aizuya w Osace (na zasłonie widoczny znak firmowy)

- 1933 – Firma Aizuya rozpoczyna sprzedaż „prototypu” takoyaki o nazwie rajio-yaki (radio-yaki, przekąska dla dzieci, nazwa pochodzi od kształtu gałek ówczesnych radioodbiorników).
- 1935 – Powstaje takoyaki, zawierające jajko i ośmiornicę.
- 1965 – W regionie Kantō pojawiają się pierwsze yatai (stoiska, budki, kramy) oferujące takoyaki. W tokijskiej dzielnicy Ginza popularność zdobywają takoyaki z mięsem krewetek.
- 1982 – Firma Hatchandō[5] rozpoczyna sprzedaż mrożonych takoyaki (także okonomiyaki).
- 1990 – Powstaje sieć sklepów Kyō-tako i odnosi sukces w centrach handlowych m.in. w dzielnicy Tokio – Shibuya.
- 2000 – Tsukiji Gindaco rozszerza swoją działalność na całą Japonię i rozpoczyna sprzedaż takoyaki pod nazwą gindako.

## Przepis na takoyaki[6]

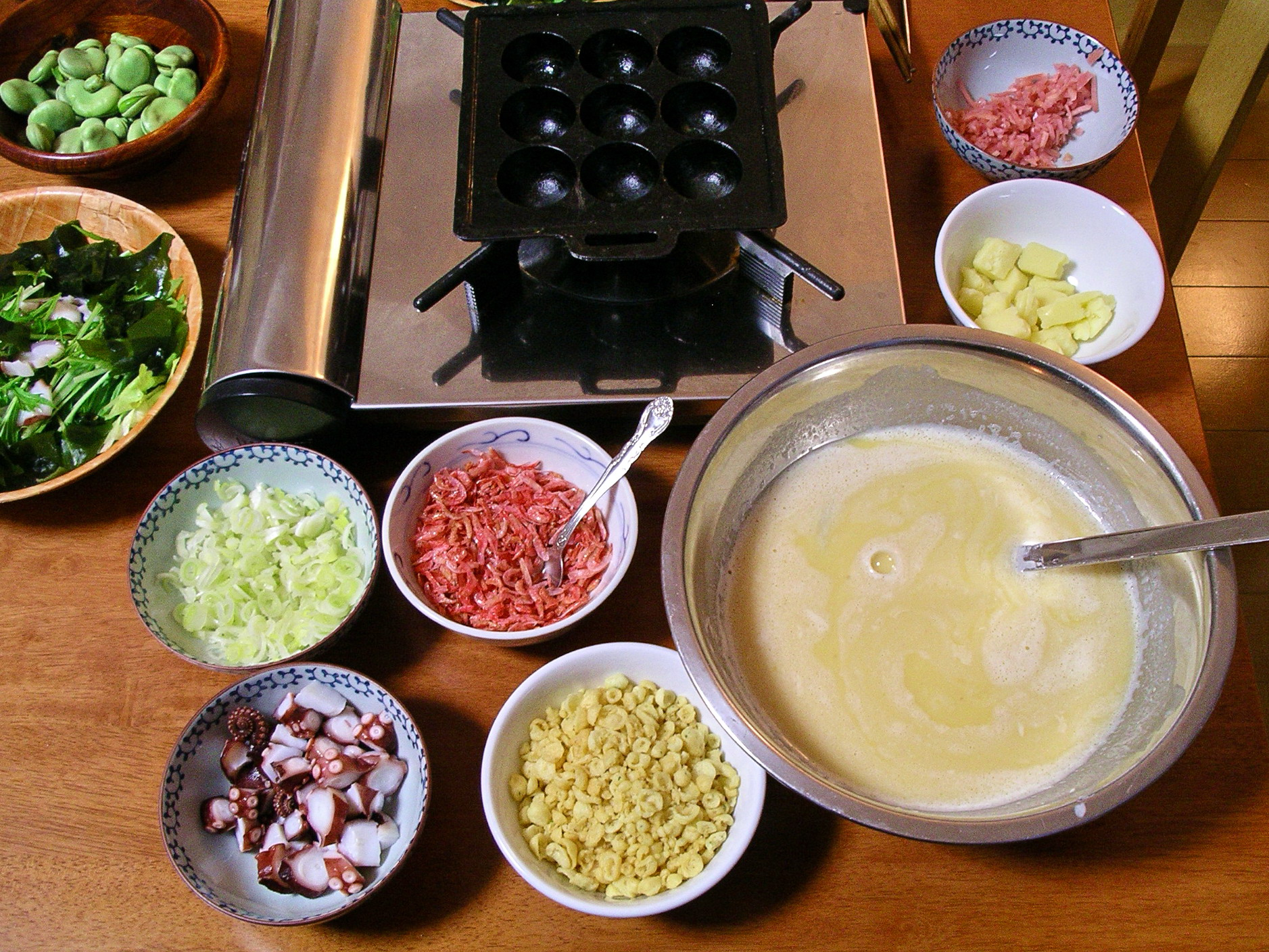
Składniki takoyaki

1. Należy wymieszać mąkę i jajko z wodą lub dashi (w jadłodajniach często w tym celu wykorzystuje się wodę z lodem), aż do uzyskania jednolitego ciasta. Do ciasta można dodać niewielką ilość startego japońskiego pochrzynu (Dioscorea japonica).
2. Wypełnij wgłębienia patelni ciastem.
3. Do ciasta włóż pokrojone kawałki ugotowanej wcześniej ośmiornicy. Dodaj beni-shōga (marynowany imbir) i/lub tenkasu (chrupiące kawałki smażonego ciasta wytwarzane jako produkt uboczny przy robieniu tempury). Można dodać szczyptę czosnku dętego, suszonego kryla lub suszonych krewetek.
4. Obracaj kulki, aby się nie przypaliły.
5. Przyrumienione i pachnące kulki ułóż na talerzu. Idealne takoyaki powinno być twarde z wierzchu i mieć kremową konsystencję wewnątrz.
6. Polej całość sosem (może być majonez).
7. Na koniec można całość przyozdobić wodorostami aonori.

## Takoyaki-ki

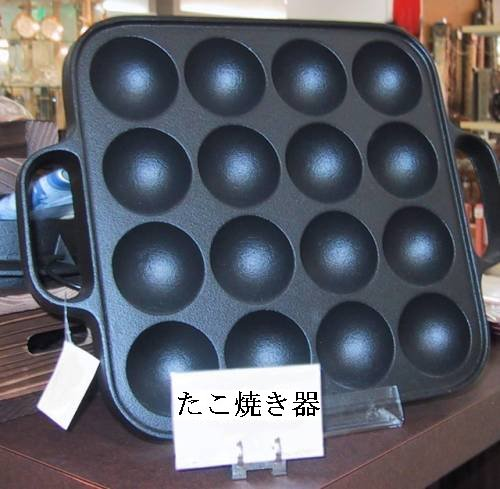
Takoyaki-ki

Takoyaki-ki są to żeliwne patelnie z półkulistymi wgłębieniami. Mogą być kwadratowe lub okrągłe. Tradycyjne patelnie miały okrągły kształt, ponieważ były ogrzewane na hibachi i miały podobną wielkość. Długość patyczków do obracania takoyaki powinna być dostosowana do wielkości patelni, aby chronić przed poparzeniem. Starym zwyczajem podczas smażenia przykrywano takoyaki drugą patelnią. Rozdzielić patelnie należało w taki sposób, aby kulki zostały na tej wierzchniej. Ta metoda smażenia jest obecnie praktykowana w domach towarowych Hanshin Hyakkaten. Patelnie te są typowe dla regionu Kansai.

## Takoyaki poza Japonią
Potrawa ta w różnych postaciach i z różnymi dodatkami jest znana w całej Azji Południowo-Wschodniej. W Chinach występuje pod nazwą: zhāngyú xiǎo wánzi (章魚小丸子) lub zhāngyú shāo (章魚燒). W 2004 roku firma Tsukiji Gindaco otworzyła swoje sklepy w Hongkongu, a w wielkim kompleksie rozrywkowo-handlowym Lotte World w Seulu, po festiwalu piosenek o takoyaki, otwarto punkty ich sprzedaży. W Indonezji przysmak ten stał się popularny po wizycie najstarszej córki sułtana w Japonii. Była tak oczarowana smakiem, że doprowadziło to w 2006 roku do wprowadzenia tego przysmaku na rynek indonezyjski.

## Postacie stylizowane na takoyaki
- Takoyaki Mantoman (manga i anime)
- Takoyakiman (postać występująca w anime Anpanman)
- Takoyakiidaa (zawodowy zapaśnik z Osaki)